# بيتر فينيكس
بيتر فينيكس (بالإنجليزية: Peter Phoenix)‏ (31 ديسمبر 1936 في المملكة المتحدة - 16 أبريل 2020) هو لاعب كرة قدم بريطاني في مركز الوسط. لعب مع أولدهام أثلتيك وستوكبورت كونتي ونادي إكزتر سيتي ونادي روتشديل ونادي ساوثبورت ونادي ويتون ألبيون.

## وصلات خارجية
- بيتر فينيكس على موقع قاعدة بيانات كرة القدم.إي يو (الإنجليزية)